# علم اللهجات الإدراكي
علم اللهجات الادراكي هو علم يُعنى بكيفية تلقي غير اللغويين للاختلافات في اللغة من حيث اعتقادهم بوجوده، ومصدره، وطريقة عمله. يختلف علم اللهجات الادراكي عن علم اللهجات الأساسي من حيث أنه لا يهتم بالاختلافات اللغوية الرسمية بين اللهجات، بل بالأحرى كيف ينظر إليها غير اللغويين (والتي قد ترتبط أو لا ترتبط بالنتائج اللغوية العلمية). ونظرًا لأنه يركز على وجهات نظر غير اللغويين حول المفاهيم اللغوية، يعتبر علم اللهجات الإدراكي مجموعة فرعية من دراسة اللغويات الشعبية، وكذلك جزءًا من المجال العام للغويات الاجتماعية.
تشمل المواضيع الشائعة في دراسة علم اللهجات الإدراكي مقارنة التصورات الشعبية لحدود اللهجة مع التعريفات اللغوية التقليدية، والبحث في العوامل التي تؤثر على التصورات الشعبية للاختلاف، وماهية الخصائص الاجتماعية التي ينسبها الأفراد إلى اللهجات المختلفة.

## التاريخ
يختلف اللغويون حول إمكانية تتبع بدايات علم اللهجات الادراكي إلى عشرينيات القرن الماضي في اليابان أو هولندا في الثلاثينيات. فقد أجرى ر.ج رينسنك دراسة رائدة في علم اللهجات الإدراكي التقليدي في هولندا في عام 1930.
سعت تلك الدراسة إلى التحقق من حدود اللهجة الإدراكية من خلال استبيان عن اللهجة الهولندية طُلِبَ فيه من الأشخاص تحديد ما إذا كانوا يعتقدون أن الأشخاص الآخرين يتحدثون نفس لهجتهم أو يختلفون عنهم، وما الفرق في اللهجة إذا كان هناك من فرق. حللت ويجنين هذه البيانات من خلال طريقة السهم الصغير التي ابتكرتها، وانطلقت العديد من الدراسات منه، وأُجريت استبيانات عن علم اللهجات الادراكي في بلدان مختلفة.
كما أجريت دراسات في علم اللهجات الإدراكي في اليابان خلال أوائل القرن العشرين، وكانت المنهجية اليابانية مختلفة بشكل أساسي عن الهولندية، حيث طُلب من المخبرين الحكم على الاختلافات بين اللهجات على درجات متفاوتة (على سبيل المثال، من«غير مختلف» إلى«غير مفهوم»). وهكذا تُحلل البيانات من خلال رسم خطوط بين المناطق للإشارة إلى مقياس الاختلاف، وكانت الطريقة الأولى في «حساب» الحدود الإدراكية.
أصبح اللغويون مهتمين بشكل متزايد بكيفية تمييز غير اللغويين للاختلافات، بما في ذلك حقيقة أن النبر النغمي هو واحد من الطرق الرئيسية التي يميز بها غير اللغويين بين أنواع الاختلافات. ولقد كان دنيس بريستون من رواد علم اللهجات الإدراكي المعاصر، فصار يُنظر إليه على أنه المناصر الرئيس لهذا العلم، فأصبح منهجه ـ منهج النقاط الخمس- معياراً لقياس التقدم في هذا المجال. وكذلك يُنظر إلى دراسات الموقف اللغوي ومنهجية المتكلم الخفي كمناهج ذات صلة بدراسة علم اللهجات الإدراكي.

## منهجية 1.0

### طريقة السهم الصغير
طريقة السهم الصغير هي طريقة مبكرة لمقارنة اللهجات الإقليمية. في طريقة الأسهم الصغيرة، يبدأ الباحثون بخريطة عامة لمنطقة ما، غالبًا بحدود لغوية تقليدية محددة كمرجع. ثم يُسأل مخبرون من عدة مواقع عن مدى تشابه اللغات في المواقع الأخرى بلغتهم.  ترتبط المواقع التي يشير المشاركون إلى أنها متشابهة للغاية بواسطة «سهم صغير». من خلال جمع ردود العديد من المخبرين والمواقع، تتصل هذه «الأسهم الصغيرة» لتكون شبكات من اللغات ذات الصلة. واستخدام هذا المعلومات يمكننا من رسم معلومات حول حدود اللهجة الإدراكية. تتكون فئات اللهجة الإدراكية من مناطق مرتبطة ببعضها بواسطة «الأسهم الصغيرة»، ويًشار إلى حدود اللهجة عندما لا يكون هناك اتصال بين المواقع. يمكن مقارنة هذه الفئات التي أدركها المخبرون بالحدود اللغوية التقليدية لمزيد من التحليل.

### طريقة بريستون المكونة من خمس نقاط
طريقة بريستون المكونة من خمس نقاط هي مجموعة من التقنيات التي طورها لدراسة علم اللهجات الإدراكي في الثمانينيات.  تشمل التدابير المحددة التي تتكون منها طريقة النقاط الخمس ما يلي:
- رسم خريطة: في هذه الطريقة، يتم إعطاء المخبرين خريطة فارغة أو مبسطة للغاية للمنطقة قيد الدراسة، ويطلب منهم رسم حدود تحدد المواقع التي يعتقدون فيها وجود لهجات مختلفة.  ويمكن أيضًا استخدام طرق التحليل الحاسوبية لرسم خرائط عامة يتم إنشاؤها من الردود.[4]

- درجة الاختلاف: في هذه الطريقة، يُطلب من المخبرين تقييم تشابه أو اختلاف اللغة في منطقتين، غالبًا على مقياس رقمي.  تستخدم أساليب بريستون الأصلية مقياسًا 1-4 (حيث 1 = نفسه، 2 = مختلف قليلاً، 3 = مختلف، و4 = مختلف بشكل غير واضح).[4] عادةً ما تطلب مثل هذه المقارنات من المخبر ترتيب منطقة مجاورة مقارنة بالمنطقة الأصلية للمشارك.

- الفصاحة والجاذبية: تطلب هذه الطريقة من المخبرين تقييم المناطق وفقًا لمدى صحة «المتغيرات» التي يتم التحدث بها هناك، سواء على مقياس رقمي أو بالمقارنة مع مناطق أخرى.  على الرغم من أن بريستون حقق في الغالب في مقاييس «الفصاحة» أو «اللطافة»[4]، فإن غيرها من الأعمال قد تنظر أيضًا في الصفات الذاتية الأخرى، مثل ما إذا كانت اللغة «رسمية» أو «غير رسمية» أو «مهذبة» أو «وقحة» أو «عالية» أم لا

- تحديد اللهجة: تتطلب هذه الأساليب من المخبرين الاستماع إلى عينات الكلام المسجلة من سلسلة متصلة باللهجة ومحاولة تحديد المنطقة التي تنتمي إليها العينة.

- البيانات النوعية: بالإضافة إلى الأساليب المذكورة أعلاه لجمع البيانات، يقوم الباحثون في علم اللهجات الإدراكي أيضًا بجمع البيانات عن طريق طرح المزيد من أسئلة المقابلات المفتوحة حول أفكار الموضوعات عن متغيرات اللغة والمتحدثين والموضوعات الأخرى ذات الأهمية البالغة.

## موضوعات في اللهجة الإدراكية

### الأحكام اللغوية مقابل الأحكام الشعبية
وأحد مجالات علم اللهجات الإدراكي هو تمييز الأحكام اللغوية والشعبية. وأجرى  Zoë Boughton دراسة تبحث في اللهجة الإدراكية في شمال فرنسا من خلال مهمة تحديد اللهجة. طُلب من الأشخاص تحديد الأصل الإقليمي للمتحدث بعد الاستماع إلى عينات صوتية. لم ينجح المستجيبون في بايي دو لا لوار (من نانسي ورين، على التوالي في المناطق الشمالية الشرقية والشمالية الغربية) بشكل خاص في تحديد الأصول الإقليمية للعينات الصوتية بشكل صحيح، ولكنهم كانوا قادرين على اكتشاف بعض الاختلافات بين المتحدثين نانسي ورين. تشير النتائج إلى محورين إدراكيين إقليميين: «الشمال / الشرق» فيما يتعلق باختلاف اللكنة الإقليمية أو الاجتماعية، في حين أن «الغرب / المركز / باريس» أكثر ارتباطًا بمعيار اللكنة والتقارب. ويكشف استخدام عينات الكلام الأصيلة لتحديد الهوية مدى قدرة الأشخاص على إدراك الاختلافات بين اللهجات وفقًا لمعتقداتهم الشعبية.

### العوامل في تحديد الحدود

#### الجغرافيا
يعتبر الناس عمومًا لهجتهم الخاصة مختلفة عن غيرها مما يشابهها من اللهجات، وجسدت دراسة عن سكان بوسطن هذا التوجه، فرأى الناس من خارج اقليم نيو إنجلاند أن للكلام نبرة بوسطنية واحدة، في حين أن سكان بوسطن أنفسهم أدركوا حدود اللهجة المختلفة، حيث كانت منطقتهم منفصلة عن بقية إقليم نيو إنجلاند. عندما طُلب من 50 شخصاً من سكان بوسطن رسم حدود اللهجة المتصورة ودرجات معدل اللطف والصواب لفحص أوجه التشابه والاختلاف، اختلفوا بشكل كبير، مما يعكس صعوبة إنشاء حدود لهجة مميزة عند رسم خرائط حدود اللهجات.

#### الطبقات الاجتماعية
يهتم علم اللهجات الإدراكي أيضًا باللهجات الاجتماعية وكذلك اللهجات الإقليمية. اللهجات الاجتماعية هي تلك المرتبطة بفئات أو مجموعات اجتماعية معينة، بدلاً من المنطقة. مثال على ذلك هو اللغة الإنجليزية العامية الأفريقية الأمريكية، والتي يعزى إليها التعليم الأقل، والجهل، والكسل. في إحدى الدراسات، طُلب من طلاب الجامعات البيض تقليد خطاب الذكور السود والعكس صحيح. وخلصت النتائج إلى أن الذكور البيض في الكلية فهموا على الفور ما يعنيه الباحث عندما طلب من الذكور البيض «التحدث مثل رجل أسود». عند الانتهاء من مهمتهم، كان للذكور البيض علم مسبق بعلم الأصوات مؤلف من مجموعة من الميزات اللغوية للنطاق النغمي، والإيقاع، والجودة الصوتية، ومجموعة متنوعة وغنية ومفصلة من الأدوار والمواضيع. شملت بعض الأدوار التي تصورها الذكور البيض لاعب كرة سلة، عصري، وشخصًا رائعًا، وشخصًا في الشارع. وشملت المواضيع الرقص والعنف والعبودية. ومع ذلك، كان لدى الذكور البيض عدد محدود للغاية من الأجهزة الصرفية والنحوية ومعجم صغير مبالغ فيه من الكوميديا (بما في ذلك المعاجم النمطية عرقياً).

#### اللغة العامية
يمكن أن تكون اللغة العامية مؤثرة أيضًا لغير اللغويين في تحديد مكان حدود اللهجة. ركزت العديد من التسميات في مهمة تخطيط اللهجة على مصطلحات عامية عند دراسة علم اللهجات الإدراكي للغة الإنجليزية المنطوقة في كاليفورنيا. طُلب من طلاب جامعة كاليفورنيا، سانتا باربرا، وضع خريطة لخريطة كاليفورنيا وفقًا للمواضيع، وخاصة جنوب كاليفورنيا
فلتحديد منطقة شمال كاليفورنيا استخدموا
“hella"
ولتحديد منطقة سان دييغو استخدموا
"Dude"

#### اللطف والصواب
تختلف تقييمات اللطافة وصحة اللهجات بين المتحدثين باللهجات المختلفة. قام المتحدثون باللهجة الجنوبية من ممفيس، تينيسي، بتصنيف المناطق الجنوبية الأخرى على أنها أقل فصاحة من غيرها من المناطق، ولكنها ليست أقل جاذبية. والمثير للدهشة، أنهم صنفوا خطابهم على أنه الأقل تعليماً وجاذبية. كان المتحدثون من ممفيس أكثر إدراكًا للتمييز بين اللهجات داخل الجنوب، لكنهم لم يكونوا على دراية بالاختلافات في مناطق أخرى كالمناطق الغربية، حيث وصفوها بأنها منطقة «فصيحة» إلى حد كبير. كانت هناك أيضًا درجات متفاوتة من اللطف والصحة بين المناطق داخل الجنوب. عندما قام متحدثو اللغة الإنجليزية من رينو، نيفادا بتصنيف اللغة الإنجليزية الجنوبية، قاموا بتصنيفها على أنها أقل صحة وجاذبية وأكثر اختلافًا عن خطابهم
علم اللهجات الإدراكي التاريخي
يسمح علم اللهجات الإدراكي التاريخي للغويين بالتحقق من كيف ولماذا اكتسبت اللهجات شعبية في الماضي. يحظى اللغويون بفرصة التحقق من كيفية تطور علم اللهجات الإدراكي لبعض لهجات اللغات خلال فترة معينة. الباحث الرئيسي الذي يبحث في علم اللهجات الإدراكي هو دينيس بريستون، ويحتوي منهجه على تقنيات قائمة على المقابلة. سيكون من المستحيل تطبيق المنهجية الأولية المستخدمة في مجال علم اللهجات الإدراكي عند البحث في لهجات الماضي.
ينبغي تجنب الخلط بين علم اللهجات الإدراكي التاريخي واللغويات التاريخية، التي تهتم بالتغيرات في الظواهر اللغوية بمرور الوقت. فعلى عكس اللغويات التاريخية، يتم استخدام علم اللهجات الإدراكي التاريخي للمساهمة في الفهم الاجتماعي للغة وتستخدم لربط تصورات اللهجة بالتاريخ السياسي والفكري. علم اللهجات الإدراكي التاريخي أيضًا له القدرة على تأريخ ظهور اللهجات.
تشمل القضايا المتعلقة بعلم اللهجات الإدراكي التاريخي الاعتماد على نصوص السكان المتعلمين في الماضي. بالنظر إلى أن علم اللهجات الإدراكي مهتم بتصورات عامة الناس، فإن الاعتماد على بيانات من مجموعة اجتماعية من السكان ليس تمثيلًا دقيقًا لعامة السكان، والتركيز على حالة واحدة فقط لفحصها.
درس ألكسندر ماكسويل، الباحث في علم اللهجات الإدراكي التاريخي، ظهور اللهجات الثلاث السلوفاكية وكيف جاء عامة السكان من المتحدثين السلوفاكيين ليقبلوا وجود ثلاث لهجات سلوفاكية. استخدم ماكسويل مقالات كتبها في الغالب من قبل اللغويين الهواة ومخططي اللغة. كان مهتمًا برؤية كيف تطورت اللهجة الإدراكية السلوفاكية بمرور الوقت للتوافق مع آراء عامة الناس. وجد ماكسويل أن تصورات اللهجات تغيرت مع التحولات السياسية.
عند البحث في علم اللهجات الإدراكي التاريخي، تظهر الأدلة أن التحولات في تصورات اللهجات ترتبط ارتباطًا مباشرًا بالتحولات التاريخية، سواء كانت سياسية أو فكرية أو اجتماعية. تشير هذه الدراسات إلى ضرورة دراسة اللغويات فيما يتعلق بالتاريخ.

#### دراسات الموقف اللغوي
بالإضافة إلى دراسة كيفية ومكان تحديد غير اللغويين للهجات، يُعنى علم اللهجات الإدراكي نفسه أيضًا بالسمات التي يعينها غير اللغويين لتلك اللهجات. عندما يربط المخبرون مجموعة لغوية معينة بمجموعة معينة، يتم نقل السمات الاجتماعية المفترضة للمجموعة إلى اللهجة نفسها. ثم ترتبط هذه اللهجة بتلك السمات حتى عندما لا يتمكن المخبرون من تحديد مصدر اللهجة بشكل صحيح. وبالتالي، يمكن أن تأتي اللهجات لفهرسة بعض السمات الاجتماعية المتصورة مثل الشكلية، والتأدب، والود، والذكاء، والتهور، والسمات الأخرى. يمكن للأفراد الذين يستخدمون هذه المتغيرات اكتساب مظهر السمات الاجتماعية المنسوبة إلى اللهجة.

## الآثار
كحقل يدرس تقاطع العلوم اللغوية مع السلوك البشري والاختلافات الثقافية، تكشف دراسة علم اللهجات الإدراكي أيضًا عن معلومات تهم العديد من المجالات خارج علم اللغة، بما في ذلك علم الاجتماع وعلم الانسان الثقافي، وغيرها من المجالات التي تدرس الأفكار والسلوك البشري.
علم اللهجات الإدراكي يؤثر أيضاً على المجال العام للغويات ككل، في حين أن الأحكام اللغوية الشعبية غالبًا ما يتم فحصها على النقيض من التحليلات اللغوية الرسمية، إلا أن الأحكام الشعبية المشددة بقوة يمكن أن تؤثر بدورها على أداء الناس للغة. إن فهم اللهجة الإدراكية مفيد لفهم كيف يمكن أن تؤثر آراء الناس عن اللغة على سلوكهم الفعلي، في مجالات مثل تغيير اللغة ودراسات موقف اللُغة
أخيرًا، يمكن أن تثبت نتائج علم اللهجات الإدراكي أنها مفيدة في المجالات التطبيقية مثل تدريس اللغة، حيث يمكن أن تكون معرفة كيفية اعتبار المواد للغات أو الأنواع المختلفة ضرورية لزيادة النتائج الناجحة.